# Tsjechische gemeente
Een Tsjechische gemeente wordt in Tsjechië obec (meervoud obce) genoemd. Deze bestuurslaag zit onder de districten (okresy). Er zijn ongeveer 6200 gemeenten.
Tsjechische gemeenten kunnen op twee manieren worden ingedeeld, op basis van titel en functie.
De Tsjechische gemeenten kunnen de volgende titel hebben:
- obec, normale gemeente (voorbeeld: Velká Hleďsebe)
- městys, plaats met beperkte stadsrechten, zoals het historische recht op een markt, vlek (voorbeeld: Český Šternberk)
- město, stad met stadsrechten (voorbeeld: Vrchlabí), speciale soorten steden:
  - okresní město, de hoofdstad van een district (okres) (voorbeeld: Jeseník)
  - krajské město, de hoofdstad van een regio (kraj) (voorbeeld: Zlín)
  - statutární město, stad met zijn eigen gemeentelijke wetten (voorbeeld: Pilsen)
  - hlavní město, hoofdstad (alleen Praag)

Tsjechische gemeenten kunnen worden ingedeeld op basis van de volgende functies:
- obec (ook wel obec I. stupně), een gemeente (gemeente 1e graad)
- obec s pověřeným obecním úřadem (ook wel obec II. stupně), een gemeente met bevoegd gemeentebestuur (gemeente 2e graad)
- obec s rozšířenou působností (ook wel obec III. stupně), een gemeente met uitgebreide bevoegdheid (gemeente 3e graad)

Veruit de meeste gemeente met bevoegd gemeentebestuur zijn steden, maar ook een normale gemeente zoals bijvoorbeeld Hlubočky of vlek zoals Vranov nad Dyjí kunnen gemeente met bevoegd gemeentebestuur zijn. Alle gemeenten met uitgebreide bevoegdheid zijn steden.
Plaatsen die geen eigen gemeente zijn, maar behoren tot een andere gemeente, heten část obce (deel van gemeente). Bij steden (město) wordt dit vaak městská část (stadsdeel) genoemd.
Naast gemeenten, vlekken en steden bestaan er in Tsjechië ook vier militaire oefenterreinen (tot 2016 vijf) die niet onder een gemeente vallen, maar een eigen bestuur hebben:
- vojenský újezd, een militair oefenterrein (voorbeeld: Vojenský újezd Libavá)